# Andrew Sarris
Andrew Sarris (31 de octubre de 1928 - 20 de junio de 2012) fue un crítico de cine estadounidense. Fue el principal impulsor de la teoría de autor en los Estados Unidos.

## Biografía
Sarris nació en Brooklyn (Nueva York); era hijo de dos inmigrantes griegos, Themis Katavolos y George Andrew Sarris. Creció en el barrio Ozone Park, en Queens. En 1951, se graduó de la Universidad de Columbia. 
Se le acredita generalmente por popularizar la teoría de autor en Estados Unidos y por haber acuñado dicho término en su ensayo "Notes on the Auteur Theory" de 1962. Estaba inspirado por la revista Cahiers du Cinéma y su idea de estudiar la 'política de los autores', el estilo de cada cineasta.
En 1969 contrajo matrimonio con Molly Haskell, también crítica de cine.
Un año antes, en 1968, Sarris había publicado el libro The American Cinema: Directors and Directions 1929-1968, consistente en una evaluación de las películas del cine sonoro, desde la perspectiva de la autoría. El libro influyó en otros críticos de cine y aumentó la conciencia respecto del papel de los directores de cine, sobre todo en relación con la teoría de autor. En The American Cinema examinó el trabajo de más de 200 directores, destacando a aquellos que según él se encontraban en el "panteón" del cine, como Charlie Chaplin, John Ford, D.W. Griffith, Howard Hawks, Alfred Hitchcock y Orson Welles.
Sarris además criticó en el libro a algunos directores que consideraba sobrevalorados, como David Lean, Stanley Kubrick y Billy Wilder. Tres décadas después, en su libro You Ain't Heard Nothing Yet: The American Talking Film, History and Memory 1927-1949, Sarris cambió su parecer respecto de Billy Wilder y lo incluyó dentro del "panteón" que creó en The American Cinema.
Durante varios años, Sarris escribió para el NY Film Bulletin y The Village Voice. Durante esta etapa de su carrera tuvo una rivalidad con Pauline Kael, quien criticó la teoría de autor en su ensayo "Circles and Squares". Desde 1971 fue difundido en España con un trabajo importante, Entrevistas con directores de cine, muy utilizado por la críttica dada su solvencia.[cita requerida]
Sarris apareció en el documental de 2009 For the Love of Movies: The Story of American Film Criticism, explicando junto a otros críticos cómo fueron influidos por la teoría de autor que surgió con la nouvelle vague, y posteriormente señalando cómo aplicó la teoría al comentario que escribió sobre la película Psicosis, de Alfred Hitchcock.[cita requerida]
Sarris escribió críticas de cine para The New York Observer hasta el año 2009, y fue profesor de cine en la Universidad de Columbia, su alma mater, donde dio cursos sobre historia del cine internacional, cine estadounidense, y sobre Alfred Hitchcock, hasta su retiro en 2011. Fue además cofundador de la National Society of Film Critics. Algunos críticos de cine como J. Hoberman, Kenneth Turan, Armond White, Michael Phillips y A. O. Scott, lo han mencionado como una referencia clara para sus trabajos. Sarris falleció el 20 de junio de 2012, resultado de complicaciones en una infección que sufrió tras una caída.

## Libros
- The American Cinema: Directors and Directions 1929-1968
- Confessions of a Cultist
- The Primal Screen
- Politics And Cinema
- The John Ford Movie Mystery
- You Ain't Heard Nothin' Yet: The American Talking Film – History and Memory, 1927-1949
- Interviews with film directors, 1967. Trad.: Entrevistas con directores de cine, NyC / Magisterio español, 1971, 2 vols.